# 河源镇
河源镇，是中华人民共和国吉林省四平市伊通满族自治县下辖的一个乡镇级行政单位，位于县城东南42公里，2000年由原地局子乡、板石庙乡合并成立，因位伊通河源头位于境内，故称河源镇。

## 自然地理
河源镇地处吉林哈达岭余脉，属低山丘陵地，海拔300米左右，地势南高北低，由南向北的伊通河两岸为低洼平坦的谷地，北部群山环绕，峰峦叠嶂，中间是南北走向的大兴川谷地。南部的青顶山位于伊通、磐石两县市交界处，海拔611.4米，是全县的最高点，也是伊通河的发源地。
辖区属温带大陆性季风气候，四季明显，寒暑温差大，冬季严寒多雪，夏季高温雨频。年平均气温4.6℃。

## 行政区划
河源镇下辖以下地区：
板石村、大湾村、榆树村、大酱村、吉祥村、保南村、联合村、地局子村、德胜村、流沙村、大桥村和红星村。